# Ce cochon de Morin (film, 1924)
Pour les articles homonymes, voir Ce cochon de Morin et Ce cochon de Morin (film, 1932).
Ce cochon de Morin est un film français réalisé par Victor Tourjansky et sorti en 1924.
C'est la première adaptation au cinéma de la  nouvelle de Guy de Maupassant Ce cochon de Morin, avant celle de Georges Lacombe en 1932.

## Fiche technique
- Titre : Ce cochon de Morin
- Réalisation : Victor Tourjansky
- Scénario : Nicolas Rimsky, Victor Tourjansky d'après la nouvelle de Guy de Maupassant
- Décors : Ivan Lochakoff
- Pays de production :  France
- Langue : Français
- Production :  Films Albatros
- Format : Noir et blanc — 35 mm — 1,33:1 — Muet
- Genre : Comédie
- Durée : 58 minutes
- Dates de sortie : 
  - France : 11 avril 1924

## Distribution
- Nicolas Rimsky : M. Morin
- Denise Legeay : Henriette
- Louis Monfils : L'oncle Tonnelet
- Jacques Guilhène : Labarbe
- Jane Dolys
- René Donnio : Le pianiste
- K. Melnikova : Mme. Morin